# The Unraveling
The Unraveling è l'album di debutto della band hardcore punk statunitense Rise Against. È stato pubblicato nel 2001 sotto la Fat Wreck Chords e ripubblicato nel 2005, con due tracce bonus. Quattro di questi brani provengono dal precedente EP Transistor Revolt.

## Tracce
1. Alive and Well – 2:06
2. My Life Inside Your Heart – 3:02
3. Great Awakening – 1:35
4. Six Ways 'Til Sunday – 2:36
5. 401 Kill – 3:19
6. The Art of Losing – 1:50
7. Remains of Summer Memories – 1:17
8. The Unraveling – 3:12
9. Reception Fades – 2:10
10. Stained Glass and Marble – 1:36
11. Everchanging – 3:47
12. Sometimes Selling Out is Giving Up – 1:09
13. 3 Day Weekend – 1:03
14. 1000 Good Intentions – 3:07
15. Weight of Time – 2:00
16. Faint Resemblance – 2:51

Tracce bonus contenute nella ripubblicazione
1. Join the Ranks – 1:26
2. Gethsemane – 2:30

## Formazione
- Tim McIlrath – voce
- Mr. Precision – chitarra
- Joe Principe – basso
- Brandon Barnes – batteria